# Gospa Nefise
Gospa Nefise (turski Nefise Hatun; Bursa, o. 1363. — Mut, o. 1400.) — poznata i kao Nefise Melek (melek = „anđeo”) — bila je kći osmanskog sultana.

## Biografija
Nefise je rođena oko 1363. godine. Njezin je otac bio osmanski sultan Murat I. (umro 1389.). Majka gospe Nefise u potpunosti je nepoznata, a bila je Muratova konkubina.
Murat je 1378. udao Nefise za bega Alaattina Alija od Karamana, kako bi sklopio mirovni sporazum te je ona begu rodila barem jedno dijete, sina Mehmeta II. od Karamana, koji je naslijedio svoga oca.